# Vương Quốc Hưng (chính khách)
Vương Quốc Hưng (tiếng Trung: 王國興; bính âm: Wángguóxìng, sinh ngày 29 tháng 3 năm 1949, Hải Phòng, Việt Nam) là một thành viên của công đoàn thương mại tại Hồng Kông và một cựu thành viên của Hội đồng lập pháp Hồng Kông, đại diện cho khu vực bầu cử Tây Tân Giới từ 2008 đến 2012 và đại diện cho đảo Hồng Kông từ 2012 đến 2016.

## Tiểu sử
Ông là thành viên của Liên đoàn Công đoàn Hồng Kông và là một trong 52 thành viên sáng lập của Liên minh Dân chủ vì sự Tiến bộ và Phát triển Hồng Kông, là đảng và công đoàn lớn nhất của phe Phe kiến chế. Ông trước đây là thành viên của Hội đồng khu vực phía đông cho khu vực bầu cử.
Ông phản đối mạnh mẽ các nhà làm phim, chủ yếu được lãnh đạo bởi bốn thành viên LegCo của Quyền lực dân nhân và Liên minh Dân chủ Xã hội sau đó. Ông viết những từ lớn trên tờ giấy trong buồng để phản đối họ.